# VdB 20
vdB 20 est une nébuleuse par réflexion visible dans l'amas d'étoiles ouvert des Pléiades, dans la constellation du Taureau.
Il s’agit de la nébuleuse entourant l’étoile Électre, l’un des membres les plus brillants de l’amas des Pléiades0 Elle est évidente, bien que difficilement visible, même optiquement sous un ciel très sombre et un télescope amateur de puissance raisonnable, tandis que sur les photographies à longue exposition elle se révèle comme une nébulosité étendue et très faible reliée aux autres nuages observables parmi les étoiles de l'amas. Le nuage reçoit directement le rayonnement ultraviolet d'Electre, c'est pourquoi elle est éclairée. La couleur bleue caractéristique des nuages des Pléiades est due à la couleur de leurs étoiles éclairantes. La partie éclairée du gaz a une forme à peu près sphérique, avec un diamètre d'environ 2 parsecs et un albédo de 0,7,. La distance, compatible avec celle des Pléiades, est d'environ 135 pc (∼440 al).